# Alois Boháč
Alois Boháč (2. února 1885 Volyně  – 14. ledna 1945 Praha) byl český malíř a středoškolský pedagog.

## Život
Alois Boháč se narodil ve Volyni v rodině malířského mistra Maxmiliána Boháče. V letech 1891–1896 absolvoval obecnou školu ve Volyni. Dále pokračoval v letech 1896–1898 ve studiu na volyňské Řemeslné škole. Následnou praxi absolvoval v knihtiskařské dílně „Johanna Steinbrenera“ a v letech 1899–1900 navštěvoval německou Měšťanskou školu ve Vimperku. Po absolvování středoškolského studia se v letech 1900–1903 učil v otcově dílně malířskému řemeslu. V roce 1903 odešel do Vídně studovat na Akademii výtvarných umění. Navštěvoval všeobecnou malířskou školu prof. Rudolfa Bachera. Účelem jeho studií bylo, aby se stal středoškolským profesorem kreslení.
V roce 1907 úspěšně absolvoval akademické studium a zahájil svojí profesní dráhu jako suplující profesor na gymnáziu v Třebíči. Ještě téhož roku byl však přeložen do Velkého Meziříčí. Kromě své profese se začíná projevovat i jako umělec, především díky ilustracím pro četné časopisy (např. Český svět nebo Zlatá Praha). V roce 1913 složil státní zkoušku a byl jmenován profesorem kreslení a deskriptivní geometrie. Dalším jeho působištěm bylo Brno, Kroměříž a Příbor. V roce 1921 podnikl studijní cestu do Itálie a v následujícím roce pak do Německa. V roce 1923 odjel do Rakouska a v roce 1927 do Jugoslávie. Při svém působení v Kroměříži vyučoval na své soukromé malířské škole a kolem roku 1917 vydal vlastním nákladem dvě knihy pohádek. V roce 1928 vystavoval společně s bratry Maxmiliánem a Josefem v pražském Topičově salonu své práce pohádkových námětů. V roce 1931 navštívil Paříž a v roce 1935 se zúčastnil expozice s názvem „Deset let práce bratří Boháčů“, která se uskutečnila na pražském Žofíně. Kromě výuky kresby a deskriptivní geometrie přednášel také anatomii a dějiny umění na soukromé pražské umělecké škole u svého bratra Maxmiliána. Jako jediný z bratrů Boháčů byl ženatý. V roce 1938 byl přeložen na reformní reálné gymnázium do Karlových Varů. Na podzim téhož roku se stal objetí šikany místními henleinovců. Tento incident a další vývoj politické situace měl za následek, že byl Alois Boháč stižen srdeční mrtvicí. Odešel do penze a dožil v Praze, kde 14. ledna 1945, jako první z bratrů Boháčů umírá. V roce 1951 byl uložen do rodinného hrobu na hřbitově „Malsička“ ve Volyni.
Alois Boháč byl především kreslíř a výborný akvarelista. Často maloval různé fantaskní a pohádkové bytosti.
Mezi jeho žáky na středních školách patřili mimo jiné: malíř Emilián Kloss, Josef Liesler, malíř a grafik Karel Minář, hudební skladatel Josef Císař a historik Ludvík Páleniček.

## Galerie

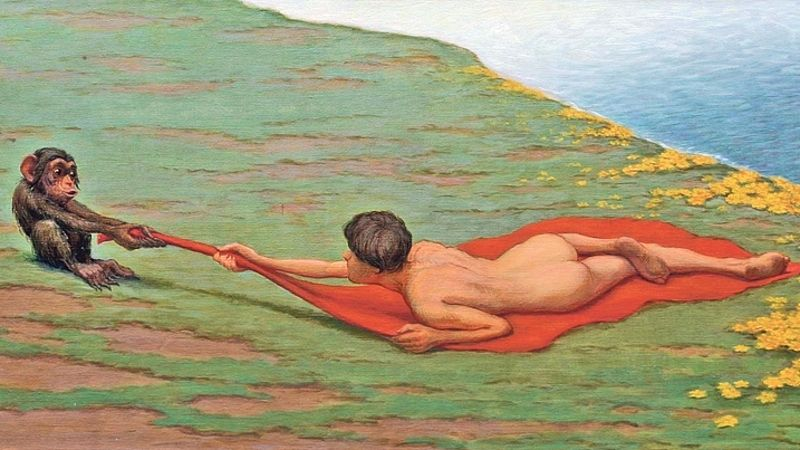
Alois Boháč – Laškování
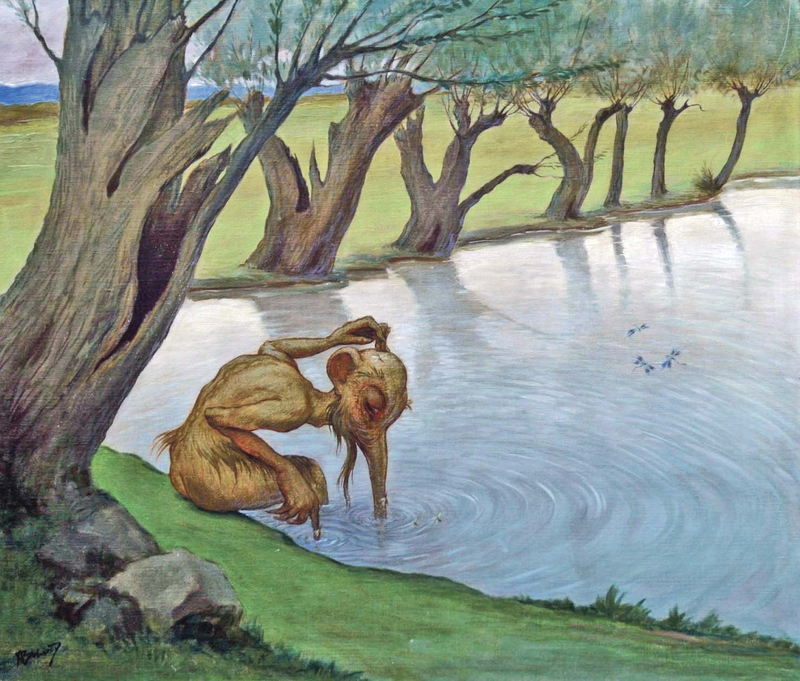
Alois Boháč – U starých vrb
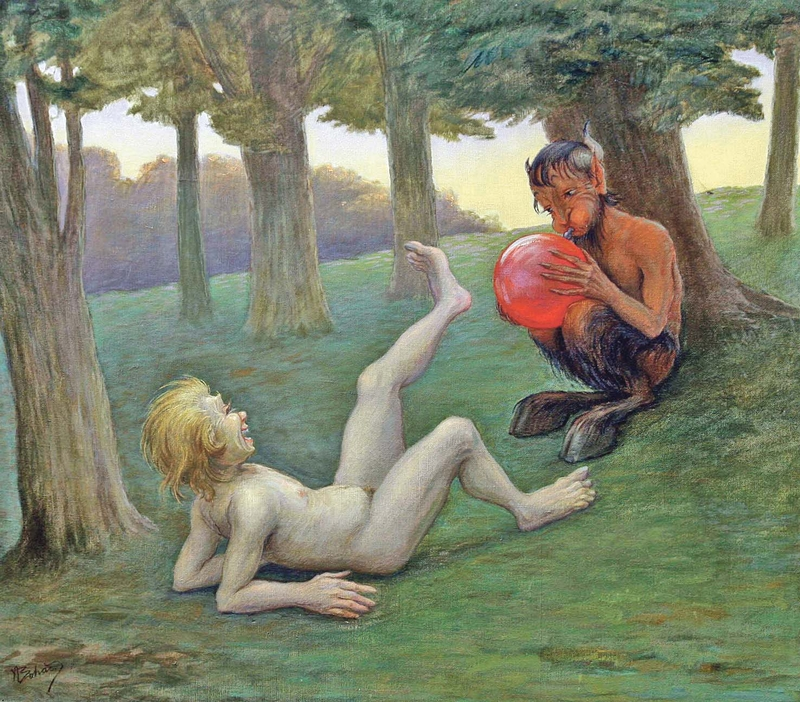
Alois Boháč – Balonek
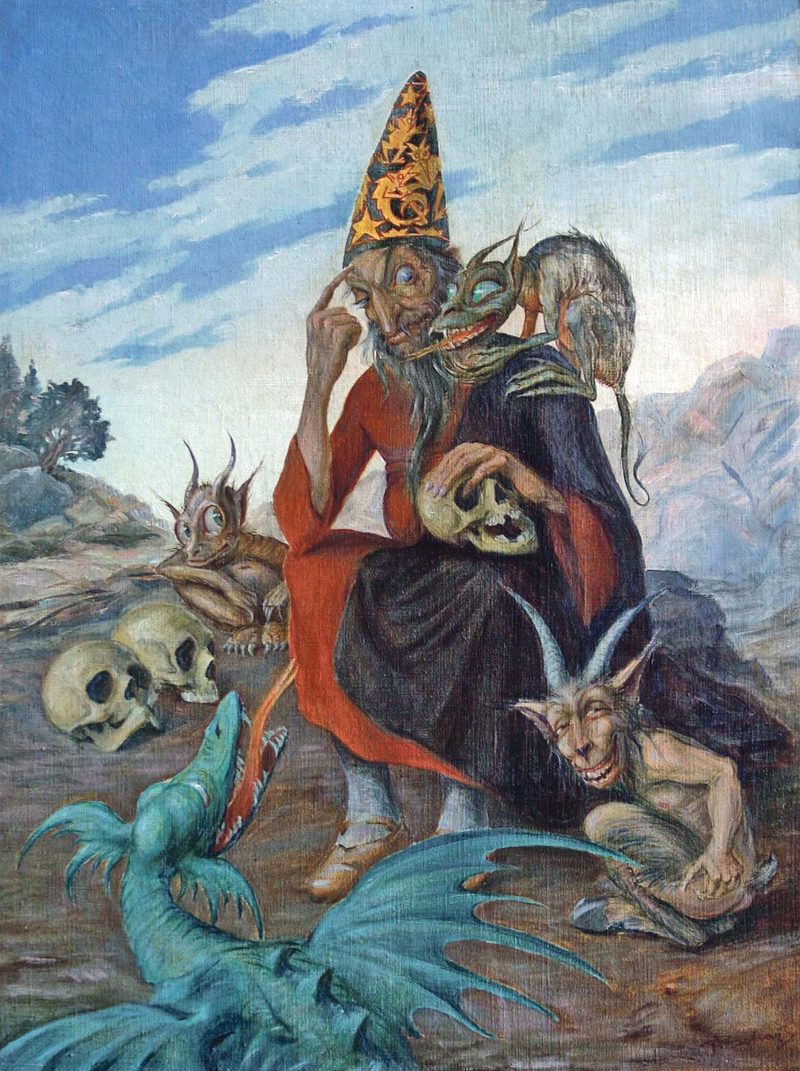
Alois Boháč – Čaroděj
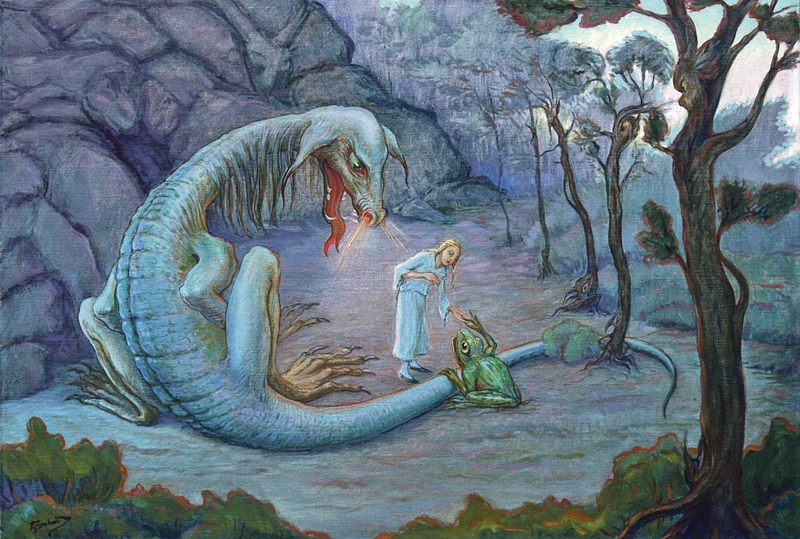
Alois Boháč – Pohádka
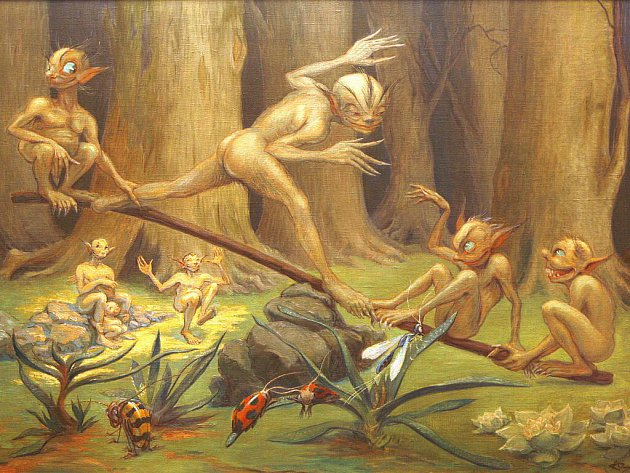
Alois Boháč – Podivné bytosti